# Startfieber
Startfieber ist ein deutscher Spielfilm der DEFA von Konrad Petzold aus dem Jahr 1986.

## Handlung
Der zwölfjährige Holger muss wieder einmal für längere Zeit zu seinen Großeltern ziehen, da seine Mutter eine Doktorarbeit schreibt und sich deshalb nicht um ihn kümmern kann. Er ist das bereits gewohnt, da sein Vater als Offizier der Nationalen Volksarmee des Öfteren versetzt wurde und er die Übergangszeiten ebenfalls bei seinen Großeltern verbringen musste. Deshalb sind ihm auch die gleichaltrigen Jens und Ralf bekannt. Als er sie beim Mattenspringen auf einer Skisprungschanze beobachtet ist er der Meinung, dass er das auch beherrscht und kommt bei seinem ersten Versuch auch glücklich im Auslauf an. Ab dem Moment hat er ein neues Hobby.
Fünf Jahre später treffen sich die Freunde an einer Kinder- und Jugendsportschule wieder und teilen sich im Wohnheim ein Zimmer. Sie haben sich inzwischen als Nordisch Kombinierte qualifiziert, die um einen Platz in der Junioren-Nationalmannschaft kämpfen. Doch die Jugendlichen sind verschieden: Holger ist ein ausgezeichneter Springer, jedoch ein schlechter Läufer, bei Jens ist es genau umgekehrt. Ralf, der eine Ausbildung als Koch begonnen hat stellt nach einem Sturz fest, dass er seine Angst beim Springen nicht überwinden kann und hört mit dem Leistungssport auf. Zu der sportlichen Rivalität kommt noch verschärfend hinzu, dass sich die Jungen in das gleiche Mädchen, die Rennschlittensportlerin Anette, verliebt haben.
Während eines Wettkampfes bekommt Jens die Aufgabe Holger in der Laufdisziplin zu unterstützen, dass der durch das Springen gewonnene Vorsprung nicht wieder verloren geht. Als Jens sieht, dass Holger dem Rennen nicht mehr folgen kann, geht er allein in Front und erreicht den ersten Platz. Seine Begründung war, dass sonst keiner von beiden gewonnen hätte.  Der Trainer empfindet das Verhalten als Aktion gegen den Mannschaftsgeist und Holger fährt enttäuscht nach Hause, um mit dem Sport aufzuhören. Jens fährt im nach, beide sprechen sich aus und kämpfen, nun wieder als Freunde, weiterhin um die Teilnahme an der Junioren-Weltmeisterschaft. Das Ergebnis des neuen Teamgeistes kann sich sehen lassen: Holger und Jens stehen gemeinsam bei der Siegerehrung auf dem Podest.

## Produktion
Startfieber wurde von der Künstlerischen Arbeitsgruppe „Johannisthal“ auf ORWO-Color gedreht und hatte seine Uraufführung am 6. Februar 1986 im Karl-Marx-Städter Kino Europa 70. Die Erstausstrahlung im Fernsehen erfolgte am 20. Januar 1990 im DDR-F1.
Die Außenaufnahmen entstanden u. a. in Oberwiesenthal, Zella-Mehlis und im Trainingszentrum Pockau.
Das Szenarium stammte von Peter Löpelt  und die Dramaturgie lag in den Händen von Andreas Scheinert.

## Kritik
Für Horst Knietzsch vom Neuen Deutschland  fehlte eine den Zuschauer stärker berührende emotionale, das Dramatische, das Filmische intensiver befördernde Handlung. Für ihn war der Film über weite Strecken zu einschichtig.
Günter Sobe von der Berliner Zeitung fragte sich bereits nach zwanzig Minuten in stiller Resignation, was er sich überhaupt erhofft hat.  Der Film bietet nichts als Spitzensalat: schwaches Buch, hilflose Dramaturgie, schlechte Darstellerführung, belanglose Kameraarbeit. Handwerk, einfach Handwerk wäre gefragt! 
Im Lexikon des internationalen Films empfindet den Film als missglückten, spannungslosen und wenig unterhaltsamen Report über den Leistungssport in der DDR. Oberflächlich in der Problemdarstellung und ohne darstellerische Ausstrahlung.